# John Acton (6e baronnet)
Pour les articles homonymes, voir Acton.
John Francis Edward Acton (baptisé le 3 juin 1736 à Besançon – 12 août 1811 à Palerme), 6e baronnet, est un homme politique italien, Premier ministre du royaume de Naples sous le règne de Ferdinand IV.

## Biographie

### Origines et famille

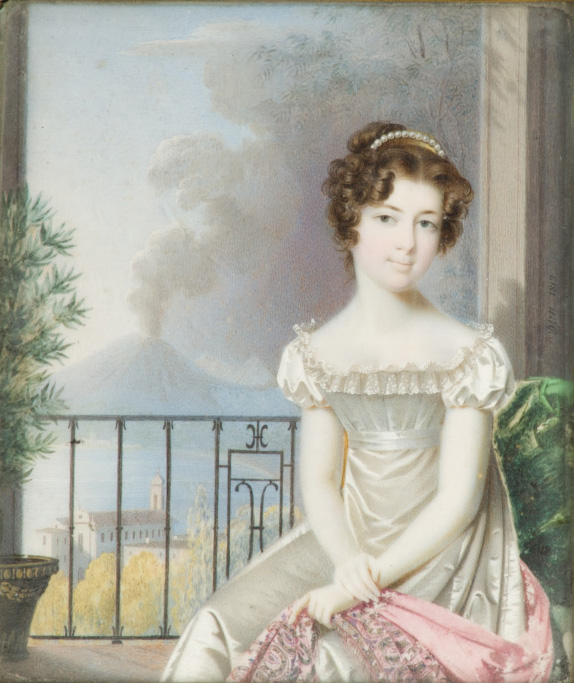
Mary Ann Acton, épouse et nièce de John Acton.

John Acton est le fils d'Edward Acton, médecin britannique immigré à Besançon pour raisons religieuses, et de Catherine Loys de Gray, fille du président du Parlement de la ville. 
À la mort en 1791 de son cousin au troisième degré, Richard Acton of Aldenham Hall, John hérite du titre et des domaines familiaux, dans le Shropshire. Il a alors 55 ans. 
Le 2 février 1800, il épouse sur dispense papale Marie Anne Acton, la fille la plus âgée de son frère, le général Joseph Edward Acton (1737-1808), qui servait dans l'armée napolitaine. Le couple donna naissance à trois enfants, son fils le plus âgé, Sir Ferdinand, étant le père du premier lord Acton, son deuxième fils devenant le cardinal Acton. 

### Carrière navale
John Acton a 14 ans lorsqu'il est envoyé à Livourne, chez son oncle. Celui-ci, ancien capitaine de la Compagnie des Indes orientales avant de devenir commodore en chef des forces navales autrichiennes en Adriatique, était depuis 1748 à la tête de la marine du grand-duché de Toscane. Il navigue brièvement sous les ordres de son oncle, avant de servir dans la Royal Navy, de 1750 à 1756. Nommé lieutenant de la marine toscane, Acton termine ses études à l'université de Pise, et, en 1767, est fait capitaine de vaisseau et chevalier de l'ordre de Saint-Étienne, comme son oncle. 
Il participe ensuite à la lutte contre les Barbaresques et s'illustre au commandement d'une frégate dans l'expédition de 1775 menée par l'Espagne et la Toscane contre la régence d'Alger, au cours de laquelle il fait montre de courage et de grandes ressources, ce qui lui vaut d'être promu à un commandement plus élevé. 
Dans le même temps, il refuse l'offre du ministre français Antoine de Sartine, qui lui proposait un poste de conseiller auprès de la Marine française. Lorsque son oncle meurt en 1776, il prend alors le commandement en chef de la flotte toscane avec le grade de major général.

### Au service des royaumes de Naples et de Sicile
La réputation d'Acton, dont les talents sont vantés par le prince de Caramanico, attire l'attention de la reine de Naples, Marie-Caroline. Celle-ci persuade son frère, le grand-duc Léopold de Toscane, de permettre à Acton de venir réorganiser la marine royale sicilienne.

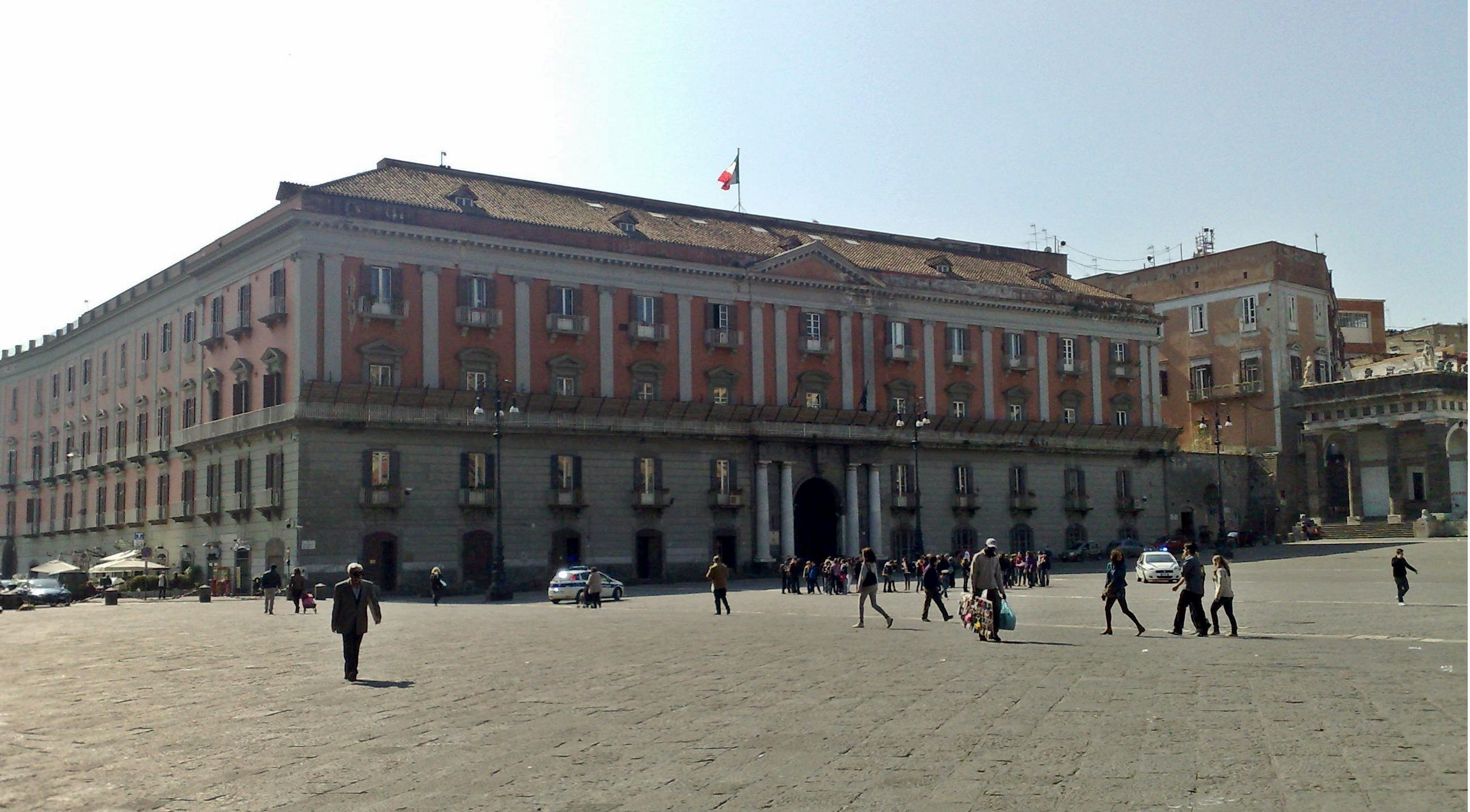
Le palazzo Salerno, résidence de John Acton à Naples.

Arrivé à Naples en août 1778, il assure l'intérim de la direction de la marine à partir du 31 décembre, avant d'être nommé titulaire de la direction et du secrétariat le 14 avril 1779 avec le grade de lieutenant général. Ses capacités le menèrent à un avancement rapide : il devint commandant en chef de l'armée et de la marine du royaume de Naples, secrétaire d'État à la Guerre et aux Affaires maritimes à partir du 4 juin 1780, après la nomination de son prédécesseur, Ottero, comme intendant à Caserte, fonction qu'il cumule avec le secrétariat des finances (Azienda) entre le 26 mars et le 17 août 1782, après la mort de Goyzueta. Lorsque Domenico Caracciolo meurt, le 16 juillet 1789, il lui succède comme secrétaire d'État des royaumes de Naples et de Sicile, déléguant à partir de mai 1795, les affaires étrangères et le commerce au prince de Castelcicala, et la guerre à Ariola. À Naples, il habite alors le palazzo Salerno, à proximité immédiate du palais royal.
Sa politique était conçue de concert avec l'ambassadeur britannique, William Hamilton, et destinée à substituer dans le royaume de Naples l'influence de l'Autriche et de la Grande-Bretagne à celle de l'Espagne. Cette politique suscita l'opposition ouverte de la France et des Italiens acquis aux idéaux de la révolution française.
À l'issue des cinq mois de terreur qui suivirent la chute de la République parthénopéenne, Acton en fut jugé responsable. 

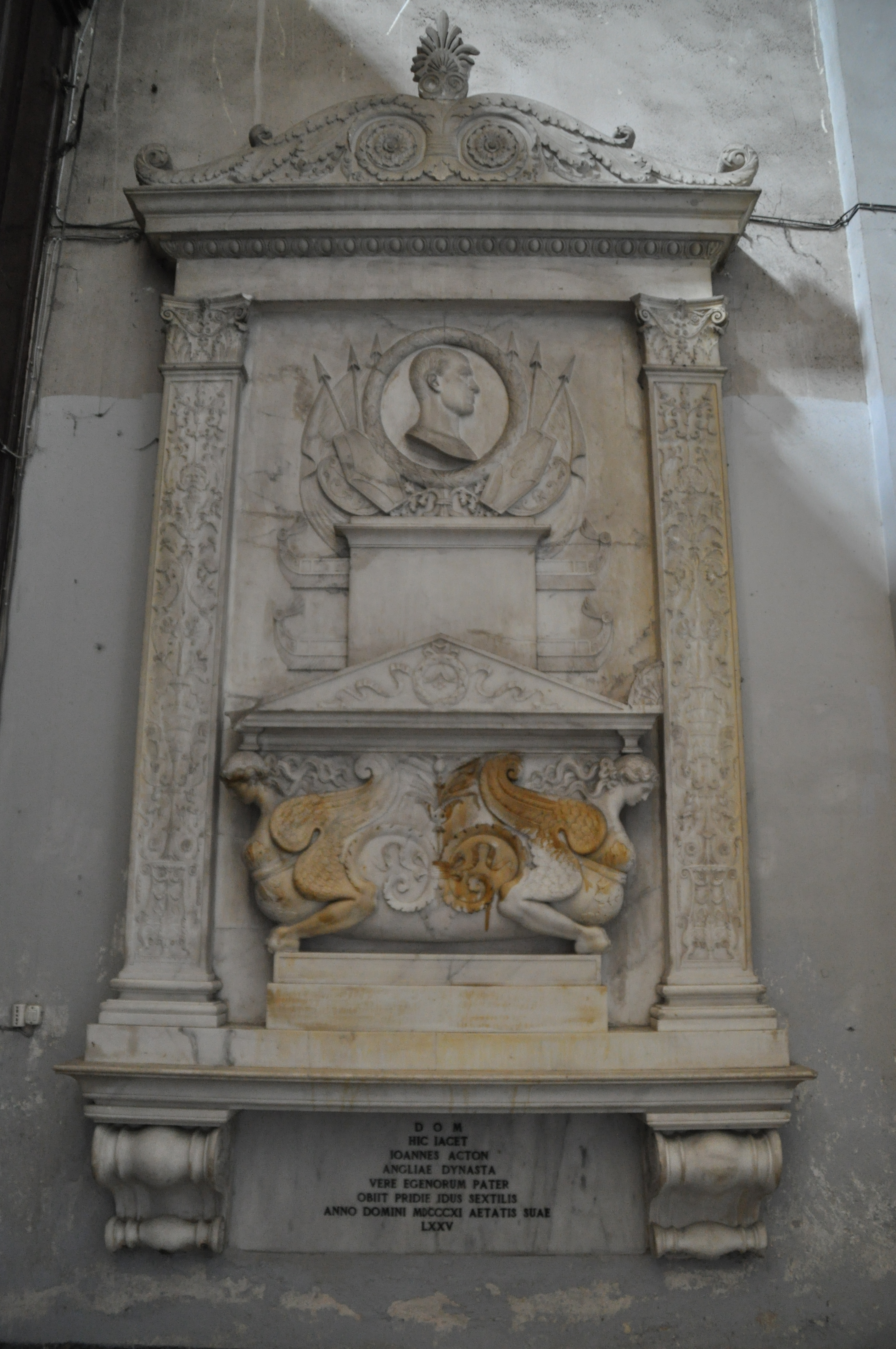
Tombeau de Sir John Acton à Palerme.

Il reprend les affaires étrangères le 26 juin 1802. En mai 1804 il fut brièvement écarté du gouvernement à la demande des Français, recevant le titre de duc de Modica en compensation. Antonio Micheroux lui succède alors aux affaires étrangères. Mais Acton retrouva rapidement ses fonctions, qu'il assura jusqu'à l'entrée des Français dans Naples en février 1806. Il trouva alors refuge avec la famille royale en Sicile.
Il meurt à Palerme au mois d'août 1811 et est enseveli dans l'église Santa Ninfa dei Crociferi, où son monument funéraire est toujours visible de nos jours.

## Distinctions
|  | Chevalier de l'ordre de la Toison d'Or                |
|  | Chevalier de l'ordre royal de Saint-Janvier           |
|  | Chevalier de l'ordre de Saint-Étienne, pape et martyr |
|  | Chevalier de l'ordre de Saint-André                   |
|  | Chevalier de l'ordre de Saint-Alexandre Nevski        |
|  | Membre de 1re classe de l'ordre de Sainte-Anne        |